# 2019年度美國國防授權法
2019年度美國國防授權法案，全称2019财政年度约翰·S·麦凯恩國防授權法案（英語：John S. McCain National Defense Authorization Act for Fiscal Year 2019，NDAA 2019），是一部美国联邦法律，规定了美国国防部在2018年的预算、支出及政策。美国总统唐纳·川普在2018年8月13日于紐約州德拉姆堡军事基地舉行的儀式上簽署了这项價值7170億美元的法案。

## 立法歷史

### 眾議院投票
HR5515号法案是眾議院軍事委員會提交的国防授权法案版本，由眾議院於2018年7月26日以359-54票通過。

### 參議院投票
參議院於2018年8月1日以87-10票通過。

### 總統签署
唐纳·川普总统於2018年8月13日簽署了2019财政年度国防授权法案。